# Joey Rosskopf
Joey Rosskopf (Decatur, 5 september 1989) is een Amerikaans voormalig wielrenner.

## Palmares

### Overwinningen
2011
4e etappe Ronde van Rwanda
2013
1e etappe Paris-Arras Tour
Eindklassement Paris-Arras Tour
4e etappe Tour de Beauce
2014
Bergklassement Ronde van Utah
 Pan-Amerikaans kampioenschap op de weg, elite
Eindklassement Redlands Bicycle Classic
2015
3e etappe Critérium du Dauphiné (ploegentijdrit)
1e etappe Ronde van Spanje (ploegentijdrit)
2016
1e etappe Ronde van de Limousin
Eindklassement Ronde van de Limousin
5e etappe Eneco Tour (ploegentijdrit)
2017
2e etappe Ronde van Catalonië (ploegentijdrit)
 Amerikaans kampioen tijdrijden, Elite
2018
 Amerikaans kampioen tijdrijden, Elite
2020
Bergklassement Tour Down Under
2021
 Amerikaans kampioen op de weg, Elite

### Resultaten in voornaamste wedstrijden
| Jaar | Ronde van Italië | Ronde van Frankrijk | Ronde van Spanje |
| ---- | ---------------- | ------------------- | ---------------- |
| 2015 |                  |                     | 124e             |
| 2016 | 85e              |                     |                  |
| 2017 | 70e              |                     |                  |
| 2018 |                  |                     | 81e              |
| 2019 |                  | 73e                 |                  |
| 2020 | 64e              |                     |                  |
| 2021 |                  |                     |                  |
| 2022 |                  |                     |                  |
| 2023 |                  |                     |                  |
| 2024 |                  |                     |                  |

| Jaar | Parijs-Roubaix | Amstel Gold Race | Luik-Bast.‑Luik | Ronde van Lombardije | Waalse Pijl | Parijs-Tours |  | WK op de weg |  | Wereldranglijsten |
| ---- | -------------- | ---------------- | --------------- | -------------------- | ----------- | ------------ |  | ------------ |  | ----------------- |
| 2015 |                |                  | 79e             |                      |             |              |  |              |  |                   |
| 2016 |                |                  | 117e            |                      |             |              |  | opgave       |  |                   |
| 2017 |                |                  |                 |                      |             | 53e          |  | 124e         |  | 354e (UWT)        |
| 2018 |                |                  | 89e             | opgave               |             |              |  |              |  |                   |
| 2019 |                |                  | opgave          | 92e                  | 41e         |              |  |              |  |                   |
| 2020 |                |                  |                 | 28e                  |             |              |  |              |  |                   |
| 2021 |                |                  |                 |                      |             |              |  |              |  |                   |
| 2022 |                |                  |                 |                      |             |              |  |              |  |                   |
| 2023 |                |                  |                 |                      |             | 99e          |  |              |  |                   |
| 2024 | 109e           | opgave           |                 |                      | opgave      |              |  |              |  |                   |

### Resultaten in kleinere rondes
| Jaar | Tour Down Under | Tirreno-Adriatico | Ronde van Catalonië | Ronde van het Baskenland | Ronde van Romandië | Critérium du Dauphiné | Ronde van Zwitserland | Eneco Tour |
| ---- | --------------- | ----------------- | ------------------- | ------------------------ | ------------------ | --------------------- | --------------------- | ---------- |
| 2015 |                 |                   |                     | 105e                     |                    | 110e                  |                       |            |
| 2016 |                 |                   |                     | 81e                      |                    |                       |                       | opgave     |
| 2017 |                 |                   | buiten tijd         |                          |                    |                       |                       |            |
| 2018 |                 |                   | opgave              |                          |                    | 40e                   |                       |            |
| 2019 | 62e             | 34e               | opgave              |                          | 22e                | 25e                   |                       |            |
| 2020 | 23e             |                   |                     |                          |                    |                       |                       |            |
| 2021 |                 |                   | 115e                |                          |                    |                       | 67e                   |            |
| 2022 |                 |                   |                     |                          |                    |                       | opgave                |            |
| 2023 |                 |                   |                     |                          |                    |                       |                       |            |
| 2024 |                 |                   |                     |                          |                    |                       |                       |            |

(*) tussen haakjes aantal individuele etappe-overwinningen

## Ploegen
- 2010 –  Mountain Khakis fueled by Jittery Joe's
- 2011 –  Team Type 1-Sanofi (stagiair vanaf 1-8)
- 2012 –  Team Type 1-Sanofi
- 2013 –  Hincapie Sportswear Development Team
- 2014 –  Hincapie Sportswear Development Team
- 2015 –  BMC Racing Team
- 2016 –  BMC Racing Team
- 2017 –  BMC Racing Team
- 2018 –  BMC Racing Team
- 2019 –  CCC Team
- 2020 –  CCC Team
- 2021 –  Rally Cycling
- 2022 –  Human Powered Health
- 2023 –  Q36.5 Pro Cycling Team
- 2024 –  Q36.5 Pro Cycling Team

Baker · Bezdek · Brown · Clark · Cooke · Guttenplan · Hamblen · Hekman · Hoffarth · Howe · Magner (stagiair) · Marzot · Myerson · Rosskopf · Schildge · Tietzel
Bazzana · Bertogliati · Bodrogi · Bowden · Calabria · Callegarin · Dugan · Eldridge · Grendene · Ilešič · A. Jefimkin · V. Jefimkin · Kerkhof · King · Kobzarenko · Kocjan · Mejías · Melero · Reijnen · Sjmidt · Steward · Verschoor · Magner (stagiair) · Rosskopf (stagiair)
Antomarchi · Bazzana · Bertogliati · Bodrogi · Bowden · Calabria · Callegarin · Colli · Cusin · Dugan · El Fares · Eldridge · Fortin · Ilešič · Jefimkin · Kocjan · Laengen · Mejías · Preidler · Reijnen · Rosskopf · Serebrjakov · Verschoor · Lozano (stagiair)
Atapuma · Bookwalter · Burghardt · Caruso · De Marchi · Dennis · Dillier · Drucker · Evans · Flakemore · Gilbert · Hermans · Küng · Lodewyck · Moinard · Oss · Phinney · Quinziato · Rosskopf · Sánchez · Schär · Senni · Stetina · Teuns · Van Avermaet · Van Garderen · Velits · Vliegen · Wyss · Zabel · Bohli (stagiair) · Frankiny (stagiair) · Gerts (stagiair)
Atapuma · Bohli · Bookwalter · Burghardt · Caruso · De Marchi · Dennis · Dillier · Drucker · Gerts · Gilbert · Hermans · Küng · Moinard · Oss · Phinney · Porte · Quinziato · Rosskopf · Sánchez · Schär · Senni · Teuns · Van Avermaet  · Van Garderen · Velits · Vliegen · Wyss · Zabel · Eisenhart (stagiair) · Lienhard (stagiair)
Bohli · Bookwalter · Caruso · De Marchi · Dennis · Dillier · Drucker · Elmiger · Frankiny · Gerts · Hermans · Küng · Moinard · Oss · Porte · Quinziato · Roche · Rosskopf · Sánchez · Schär · Scotson · Senni · Teuns · Van Avermaet  · van Garderen · Van Hooydonck · Ventoso · Vliegen · Wyss · Müller (stagiair) · Welten (stagiair)
Bettiol · Bevin · Bohli · Bookwalter · Caruso · De Marchi · Dennis   · Drucker · Frankiny · Gerrans · Küng · Porte · Roche · Roelandts · Rosskopf · Schär · Scotson · Teuns · Van Avermaet  · van Garderen · Van Hooydonck · Ventoso · Vliegen · Wyss
Antunes · Barta · Bernas · Bevin · Černý · ten Dam · De Marchi · Geschke · Gradek · Koch · Mareczko · Owsian · de la Parte · Pauwels · Rosskopf · Sajnok · Schär · Van Avermaet  · Van Hoecke · Van Hooydonck · Van Keirsbulck · Ventoso · Wiśniowski · Zoidl
Barta · Bevin · Černý · De la Parte · De Marchi · Geschke · Gradek · Hirt · Koch · Kotsjetkov · Mareczko · Masnada · Małecki · Paluta · Pauwels · Rosskopf · Sajnok · Schär · Trentin · Valter · Van Avermaet  · Van Hoecke · Van Hooydonck · Van Keirsbulck · Ventoso · Wiśniowski · Zakarin · Zimmermann
Aasvold · Bassett · Brown (tot 26/6) · Carpenter · Coté · de Kleijn · de Vos · Gibson (vanaf 6/6) · Haga · Hecht · Jensen · Joyce · King · Krul · Mannion · Murphy · Rosskopf · Swirbul · Zukowsky · Chrétien (stagiair) · Double (stagiair) · Stites (stagiair)
Abreha · Badilatti · Bauer · Brambilla · Calzoni · Camprubi · Christen · Colombo · Conca · Davis · Devriendt · Donovan · Fedeli · Hagen · Howson · Ludvigsson · Małecki · Monk · Moschetti · Parisini · Puppio · Rosskopf · Sajnok · Zukowsky · Novák (stagiair)
Abreha · Azparren · Badilatti · Brambilla · Calzoni · Camprubi · Christen · Colombo (vanaf 1/8) · Conca · de la Cruz · Devriendt · Donovan · Fancellu · Frison · Hagen · Howson · Ludvigsson · Małecki · Monk · Moschetti · Nizzolo · Parisini · Rosskopf · Sajnok · Steimle · Townsend · Whelan · Zukowsky · Krijnsen (stagiair) · Sommer (stagiair)